# President's Cup II 2021
La President's Cup II 2021 è stata un torneo maschile di tennis professionistico giocato sul cemento. È stata la 15ª edizione del torneo e faceva parte della categoria Challenger 80 nell'ambito dell'ATP Challenger Tour 2021. Si è giocato al National Tennis Centre di Nur-Sultan, in Kazakistan, dal 19 al 25 luglio 2021.
La settimana precedente si era giocata nello stesso impianto la President's Cup I 2021.

## Partecipanti

### Teste di serie
| Nazionalità   | Giocatore           | Ranking* | Testa di serie |
| ------------- | ------------------- | -------- | -------------- |
| Russia        | Roman Safiullin     | 159      | 1              |
| Ucraina       | Serhij Stachovs'kyj | 226      | 2              |
| Regno Unito   | Jay Clarke          | 243      | 3              |
| Francia       | Hugo Grenier        | 253      | 4              |
| Canada        | Peter Polansky      | 254      | 5              |
| Paesi Bassi   | Jesper de Jong      | 263      | 6              |
| Taipei cinese | Tseng Chun-hsin     | 265      | 7              |
| Taipei cinese | Wu Tung-lin         | 268      | 8              |

* Ranking aggiornato al 12 luglio 2021.

### Altri partecipanti
I seguenti giocatori hanno ricevuto una wild card per il tabellone principale:
- Grigoriy Lomakin
- Dostanbek Tashbulatov
- Beibit Zhukayev

I seguenti giocatori sono passati dalle qualificazioni:
- Artem Dubrivnyy
- Oleksii Krutykh
- Edan Leshem
- Benjamin Lock

## Punti e montepremi
| Torneo    | Torneo              | V     | F     | SF    | QF    | 2T  | 1T  | Q | Q2  | Q1  |
| Singolare | Punti               | 80    | 48    | 29    | 15    | 7   | 0   | 4 | 2   | 0   |
| Singolare | Premi in denaro ($) | 7 200 | 4 240 | 2 510 | 1 460 | 860 | 520 | – | 260 | 130 |
| Doppio    | Punti               | 80    | 48    | 29    | 15    | –   | 0   | – | –   | –   |
| Doppio    | Premi in denaro ($) | 3 100 | 1 800 | 1 080 | 640   | –   | 360 | – | –   | –   |

## Campioni

### Singolare
Andrej Kuznecov ha vinto il titolo per il ritiro di  Jason Kubler, avvenuto quando il punteggio era di 6–3, 2–1 in favore di Kuznecov.

### Doppio
Hsu Yu-hsiou /  Benjamin Lock hanno sconfitto in finale  Oleksii Krutykh /  Grigoriy Lomakin con il punteggio di 6–3, 6–4.